# Batalla de Aylesford
La Batalla de Aylesford o Epsford (anglosajón: Æȝelesford) fue una batalla entre los britanos y los anglosajones registrada en la Crónica anglosajona y la Historia Brittonum. Ambas fuentes coinciden en que involucró a los caudillos Hengest y Horsa por una parte y a la familia de Vortigern por la otra, pero ninguna menciona quién ganó la batalla. Ésta ocurrió cerca de Aylesford en Kent.

## Historia
La Crónica anglosajona (s. IX) menciona la batalla en la entrada para el 455. Según el texto, los caudillos anglosajones Hengest y Horsa combatieron contra Vortigern, rey de los britanos. Horsa encontró la muerte, y Hengest y su hijo Oisc se convirtieron en los reyes de Kent:
Her Hengest 7 Horsa fuhton wiþ Wyrtgeorne þam cyninge, in þære stowe þe is gecueden Agælesþrep, 7 his broþur Horsan man ofslog; 7 æfter þam Hengest feng to rice 7 Æsc his sunu.
En este año Hengest y Horsa lucharon contra Wurtgern el rey en el lugar al que llaman Aylesford. Habiendo muerto su hermano Horsa allí, Hengest, después de esto, tomó el reino con su hijo Æsc.
La Historia Brittonum, escrita también en el siglo IX, contiene una explicación distinta de la batalla. Los capítulos 43-45 indican que el hijo de Vortigern, Vortimer, y no el propio Vortigern, se alzó contra los sajones y se enfrentó a ellos en cuatro batallas. La tercera de estas batallas se libró "en el Vado [inglés: Ford], llamado Epsford en su idioma, y Set thirgabail en el nuestro." En esta batalla Horsa murió, así como el hermano de Vortimer Catigern. La Historia no dice quién ganó la batalla, diciendo específicamente que durante la campaña de Vortimer los sajones "a veces ampliaron sus fronteras mediante la victoria, y otras veces fueron conquistados y se les hizo retroceder." De acuerdo al texto, los britanos expulsaron con éxito a los sajones en la cuarta batalla, librada "cerca de la roca en la orilla del mar gálico". Sin embargo, la muerte de Vortimer poco después aseguró que la victoria durase poco. La explicación de la Crónica anglosajona es igualmente desalentadora para los britanos, diciendo que ellos fueron forzados a abandonar Kent por la siguiente victoria sangrienta de Hengest y Oisc en Crayford en 457.
Dos tumbas de cámara del neolítico cerca de Aylesford, Kit's Coty House y White Horse Stone, se identifican en la tradición local como los sitios donde enterraron a Catigern y Horsa respectivamente.